# KOTARO IDE
KOTARO IDE（10月21日 - ）は、日本のダンサー、振付師、クリエーターである。

## 来歴

### 略歴
高校1年からダンスをはじめる。アメリカへ4度のダンス留学をし、数々の大会で優勝を収め日本に帰国。日本国内でも多数のバトルやコンテストなどで優勝を収めている。2016年に出場した「World of Dance」のソロダンス動画[出典無効]が一週間で再生数10000回を超え、さらに「World of Dance」公式サイトにその動画が取り上げられた。2018年の「World of Dance Japan」で優勝している。ソロ活動のほか、チームでも活動している。某テーマパークのダンサーでもあった。2019年に『ハッピーダンス(Happy Dance)』[出典無効]、2020年に『クラブでモテるダンス(Party Animal Dance)』[出典無効]がTikTokでバズり、世界中の人たちに踊られている。2023年1月18日現在、TikTokのフォロワーは140万人、いいねの数は2940万回を超えている[要出典]。癖のあるコミカルなダンスが注目されているが、POPダンスを軸にしたフリースタイルダンスが彼本来のスタイルである。

### チーム

#### Astronauts
堀江貴文がオーナーの3人制バスケットボール「3×3」のプロチーム「HIU ZEROCKETS.EXE」のエンターテインメントチーム。2020年5月12日、「HIU ZEROCKETS.EXE」のチーム設立記者発表会がオンライン形式で行われ、Astronautsの5人がスタジオ中継でパフォーマンスを披露した。

## 人物・エピソード
- 日本と中国にルーツを持つ。
- 猫が好きであり現在8匹飼育中。
- 嫌いな食べ物はレバー。
- 陰キャであると自称している。
- 2020年10月21日、日付が自身の誕生日に変わったころ、PCのバッテリーを交換していると火花が発生。しかし、そのまま交換を続行しPCを燃やした。火柱が上がって火災報知器が鳴るほどの煙が出た。

## 経歴
2014年
- かんぽ生命 CM「人生は、夢だらけ。」出演
- Pioneer PV「 DDJ-WeGO3-K」出演
- NIKE主催「JUST DO IT.夏フェス」出演
- TOYOTA主催「MEGA PARTY 2014 Part1」出演
- Linkage freestyle 1on1 battle vol.1 優勝

2015年
- Be Festival 2015 ゲスト出演
- D.O.D FREESTYLE BATTLE vol.63 優勝
- MOVEMENT DANCE DANCE BATTLE 1on1 優勝
- juice!! 2on2 popping battle vol.10 優勝
- JOELA GROUP主催「F.joela」コンテスト 優勝
- BIG BANG!! TOKYO コンテスト 特別賞
- ZERO CONTEST 茨城予選 特別賞

2016年
- 3代目 J Soul Brothers MV「Welcome to Tokyo」出演

2017年
- LA Slim Boogie Battle 1on1 vol.1 優勝
- LA Slim Boogie Battle 1on1 vol.3 優勝
- The Dance Fight all style battle LA 準優勝
- World of Dance Final 日本代表として世界大会 出場

2018年
- World of Dance Japan 優勝 日本代表
- 「Hecate」パーティードリンクプロモーション公演 出演
- ホストクラブ「Vogue」ショーケース 出演

2024年
- 5月26日、味の素スタジアムでダンス系クリエイターの 神綺杏菜 とFC東京 “TOKYO DANCE DAY” 特設ステージダンスショーに出演